# Morris Kirksey
Morris Marshall Kirksey (Waxahachie, 13 de setembro de 1895 – San Mateo, 25 de novembro de 1981) foi um atleta norte-americano, campeão olímpico no revezamento 4x100 m do atletismo e no rugby. É um dos únicos quatro atletas que já ganharam medalhas olímpicas de ouro em esportes diferentes.
Nascido no Texas, mudou-se com a família aos treze anos para a área da baía de São Francisco, na Califórnia, e formou-se na Palo Alto High School em 1913. Depois de terminar a formação secundária formou-se em filosofia pela Universidade de Stanford e em psiquiatria pela Washington University School of Medicine em St. Louis, Missouri.
Atleta versátil, Kirksey participou de dois esportes em Antuérpia 1920 e ganhou medalhas de ouro nos dois. Integrando o revezamento 4x100 m dos EUA com Charlie Paddock, Jackson Scholz e Loren Murchison, venceu a prova e a equipe ainda quebrou o recorde mundial. Além dessa vitória por equipes ainda conquistou a medalha de prata nos 100 m rasos atrás de Paddock. Duas semanas depois ganhou outra medalha de ouro integrando o time de rugby americano, que venceu a equipe da França por 8-0.